# Поема про море
«Поема про море» (рос. «Поэма о море») — український радянський художній фільм 1958 року режисера Юлії Солнцевої за сценарієм Олександра Довженка.
Картина оповідає про драму, на яку обернулося будівництво Каховської ГЕС для жителів ближнього до станції села. Отримала ряд нагород на Всесоюзному і міжнародних кінофестивалях. Олександр Довженко був посмертно удостоєний Ленінської премії (1959).

## Сюжет
Повертаючись після довгої розлуки в рідні місця, генерал Федорченко (Борис Ліванов) згадує, як багато років тому він залишав рідне село. Мати і голова колгоспу вмовляли його залишитися, але юнака манили інші краї. Так само прямували на навчання і роботу в великі міста його колишні однокласники.
Дорога додому лежить через Нову Каховку — молоде місто, що живе майбутнім пуском Каховської гідроелектростанції. Прибувши в село, Федорченко дізнається, що зведення ГЕС залишило колгосп без робочих рук: майже всі випускники місцевої школи вирушили на велике будівництво. Наступним відкриттям для генерала стає звістка, що одночасно з ним в село почали з'їжджатися люди, які не бували тут кілька десятиліть. Серед них — відомий архітектор, полярний дослідник, льотчик, письменник, заступник міністра, шість полковників…

## У ролях
- Борис Ліванов — Гнат Федорченко, генерал
- Борис Андрєєв — Сава Зарудний, голова колгоспу
- Михайло Царьов — Аристархов, директор будівництва
- Михайло Романов — Письменник
- Зінаїда Кирієнко — Катерина, дочка голови колгоспу
- Іван Козловський — Кобзар
- Леонід Тарабарінов — Валерій Голик, виконроб
- Георгій Ковров — Максим Федорченко
- Марія Віталь — Антоніна
- Євген Бондаренко — Іван Кравчина
- Валентина Владимирова — Марія Кравчина
- Євген Агуров — Михайло Греков
- Наталія Наум — Олеся
- Антоніна Кончакова — Валя
- Леонід Пархоменко — Іван Гуренко
- Євген Гуров — Григорій Шиян
- Кирило Маринченко — Корж
- Ніна Сазонова — Степанида, мати загиблих на фронті сімох синів
- Сергій Бобров — секретар райкому
- Микола Яковченко — односелець

## Творча група
- Автор сценарію: Олександр Довженко
- Режисер: Юлія Солнцева
- Оператор: Гаврило Єгиазаров
- Композитор: Гаврило Попов